# Arkos

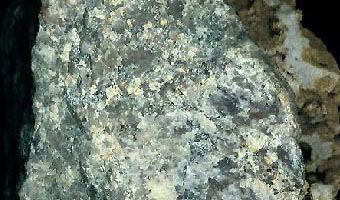
Arkos från Slovakien

Arkos är en sedimentär bergart som består av vittrade och eroderade äldre bergarter som är rika på fältspat, till exempel granit och gnejs. Arkos är medel- eller grovkornig sandsten som till minst en fjärdedel består av fältspat. Resten är vanligen kvarts men även glimmer såsom biotit och muskovit kan förekomma. Bindemedlet består ofta av järnoxid och kalcit. Färgen är i allmänhet ljus och varierar mellan grå och rosa.
Arkoser bildas ofta kring bergskedjor som utsätts för omfattande erosion.
Arkos räknas till de så kallade omogna bergarterna vilket betyder att kornen är kantiga och ofta relativt dåligt sorterade. Detta tyder dels på en kort transportsträcka och snabb avlagring och dels på ett relativt torrt klimat med begränsad kemisk åldring. Fältspaten i arkos är lätteroderad och skulle ha ombildats till lermineral om den exponerats i en tuffare miljö.
Andra sedimentära bergarter som påminner om arkos är sandsten och konglomerat.